# Bær
Bær (is. Baejarhreppur) era un comune islandese della regione di Vestfirðir.
Dal 1 ° gennaio 2012 Bær fa parte del comune Húnaþing vestra.